# Pfarrkirche Mitterndorf an der Fischa

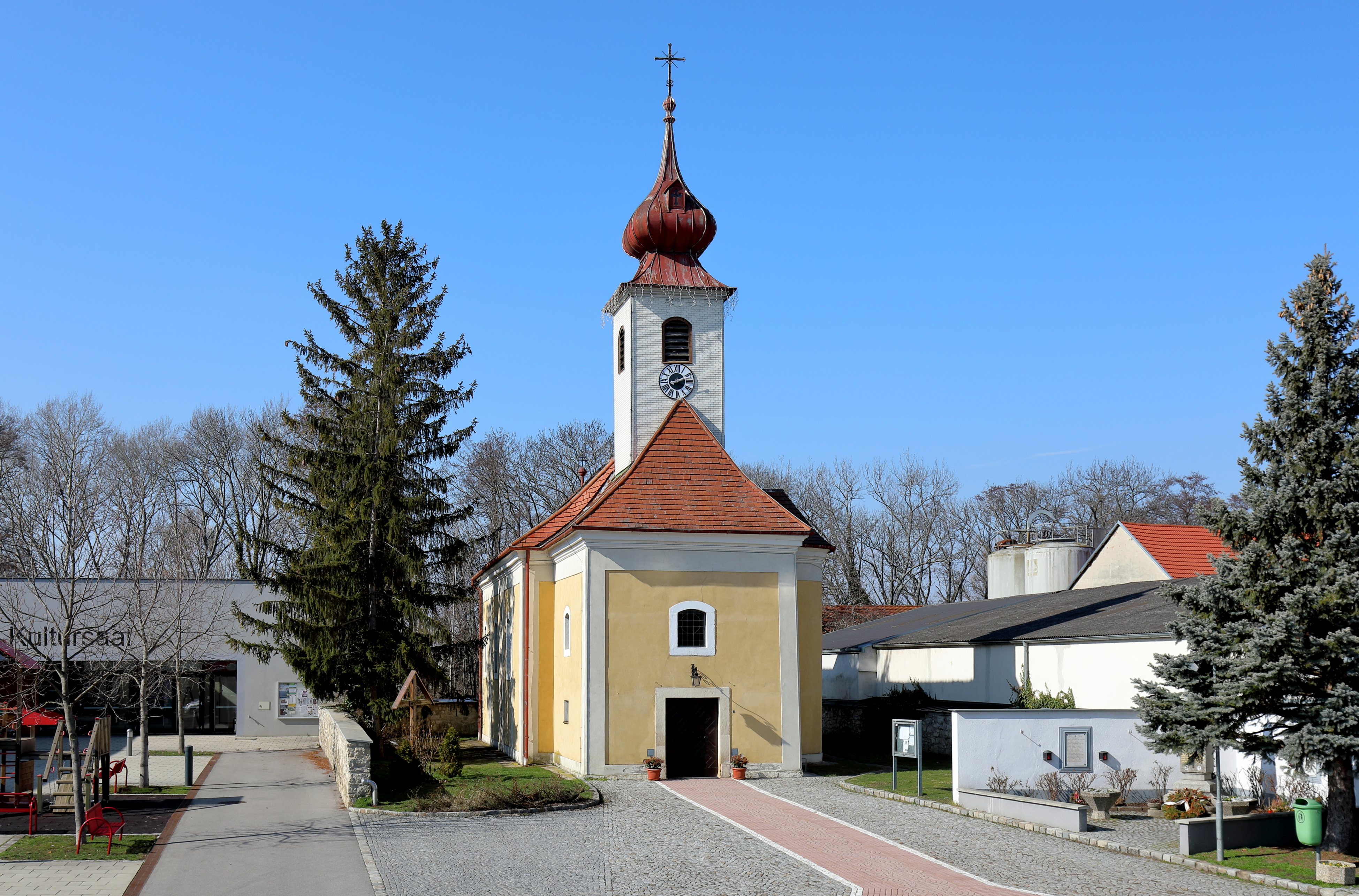
Katholische Pfarrkirche hl. Katharina in Mitterndorf an der Fischa

Die Pfarrkirche Mitterndorf an der Fischa steht mittig im Ort zurückgesetzt an der Hauptstraße in der Gemeinde Mitterndorf an der Fischa im Bezirk Baden in Niederösterreich. Die der heiligen Katharina von Alexandrien geweihte römisch-katholische Pfarrkirche gehört zum Dekanat Schwechat im Vikariat Unter dem Wienerwald der Erzdiözese Wien. Die Kirche und der Friedhof stehen unter Denkmalschutz (Listeneintrag).

## Geschichte
Urkundlich wurde 1325 eine Kapelle gestiftet. Urkundlich 1407 eine Pfarre. Seit dem 16. Jahrhundert eine Filiale der Pfarrkirche Unterwaltersdorf. 1773 neuerlich Pfarre.
Die heutige Kirche wurde 1775 vom Maurermeister Johann Nicolaus Stein auf den Grundmauern einer spätgotischen Kirche mit einem Rechteckchor erbaut.

## Architektur
Die barocke Saalkirche ist an drei Seiten mit einer Bruchsteinmauer des ehemaligen Friedhofes umgeben.
Das Kirchenäußere zeigt ein barockes im Kern frühgotisches Langhaus als unverputzter Steinbau mit einem barocken Korbbogenschluss, die Fassade zeigt eine Putzbandgliederung und Segmentbogenfenster. Die etwas eingezogene Eingangshalle der barock umorientierten Kirche war ursprünglich der Rechteckchor der frühgotische Vorgängerkirche. Das hochrechteckige Portal hat ein Steingewände und ein aufgedoppeltes hölzernes barockes Türblatt aus der Bauzeit. Die Kirche trägt auf einem Halmwalmdach einen Dachreiter mit einem Zwiebelhelm. Im Norden ist ein barocker Treppenaufgang mit einer Wendeltreppe zur Orgelempore und zum Dachstuhl. Im Norden ist eine rechteckige Sakristei unter einem Satteldach angebaut.
Das Kircheninnere zeigt ein dreijochiges Langhaus unter Platzlgewölben zwischen Doppelgurten. Die Orgelempore wurde mit einer Flachdecke in den ehemaligen Chorbereich und nunmehrige Eingangshalle einbezogen. Die barocke Sakristei hat eine Flachdecke mit einem barocken geschweiften Stuckschnittspiegel.
Die Glasmalerei Herz Mariä und Franz von Assisi entstand 1909 in Innsbruck.

## Ausstattung
Der barocke sarkophagförmige Altartisch mit Tabernakel zwischen knienden Engelsfiguren, er zeigt das Altarblatt Mystische Vermählung der hl. Katharina malte Josef Kastner 1883 im zeitgleichen Rahmen.
Die Kreuzwegbilder schuf Josef Keszler 1885. Ein Grab Christi und ein Herz Jesu entstanden um 1900.
Die Orgel als Brüstungswerk baute Franz Strommer 1888.